# Iskariot
Iskariot är en svensk thrillerfilm från 2008 i regi av Miko Lazic.

## Handling
En thriller om brödraskap och skuld. Valle (Jacob Ericksson) har alltid älskat sin lillebror Adam (Gustaf Skarsgård). Själv är han framgångsrik kirurg med fru, barn och fin villa på Lidingö medan Adam redan tidigt fastnade i droger och kriminalitet. Sakta men säkert närmar sig Adam sin egen undergång. Han jagas av den undre världen för en obetald skuld och söker hjälp av sin bror. Valle och hans familj hotas och han tvingas välja mellan att överge sin lillebror eller sätta familjen i säkerhet.

## Om filmen
Inspelningarna påbörjades på Lidingö i början av april 2007 och filmens premiär var den 7 mars 2008.

## Rollista (i urval)
- Gustaf Skarsgård - Adam
- Jacob Ericksson - Valle
- Michael Nyqvist - Masen
- Helena af Sandeberg - Mona
- Per Morberg - Jussi
- Leif André - Ulrik
- Goran Marjanovic - Branko
- Michelle Meadows – Ullis
- Michael Segerström - Sumpen
- Jonatan Blode - 1:e torped
- Johan Fernaeus - 2:e torped
- Frank Bakken - Granne